# Presidium
Een presidium  (van het Latijnse praeses, voorzitter) is een term voor een besturend orgaan van een organisatie, met name in de politieke of studentikoze sfeer.
De correcte spelling van dit leenwoord uit het Latijn is presidium. In veel kringen en in de studentencorpora blijft men echter praeses en praesidium schrijven.

## Politieke sfeer

### Duitsland
Het Presidium van de Duitse Bondsdag bestaat uit de President van de Bondsdag en de zes Vice-Presidenten. De benaming "Präsidium" wordt ook gebruikt voor het bestuur van een rechtbank ("Gerichtspräsidium") en voor een politiedistrict ("Polizeipräsidium").

### Nederland
De Kamers van de Nederlandse Staten-Generaal hebben een presidium dat de vergaderingen moet voorbereiden. Ook veel gemeenteraden en de Provinciale Staten hebben een presidium. Het presidium stelt de conceptagenda vast en bepaalt soms welke stukken op de discussielijst staan en welke voorstellen hamerstukken zijn die zonder debat worden vastgesteld. Voormalig staatssecretaris Bijleveld heeft voorstellen gedaan om ook voor gemeenteraden het presidium een wettelijke basis te geven, op welke wijze dit vorm moet krijgen is nog onbekend.

### Sovjet-Unie
In de Sovjet-Unie was het Presidium van de Opperste Sovjet het dagelijks bestuur van de Opperste Sovjet. Van 1952 tot 1966 werd ook het Politbureau van de Communistische Partij van de Sovjet-Unie "Presidium" genoemd.

## Universiteit Leiden
De Leidse universiteit heeft als wapenspreuk Praesidium Libertatis. Deze leus herinnert aan de door Willem van Oranje gegeven reden om een universiteit te stichten. Het moest een Bolwerk van de vrijheid zijn. En in deze zin is het woord presidium hier dan ook te verstaan.

## Het studentenleven
Een presidium (het bestuur) van een Vlaamse studentenvereniging of studentenclub bestaat in hiërarchische volgorde uit:
- de voorzitter, ook preses of senior, afgekort als X en tijdens clubavonden (cantussen ed.) aangesproken als senior
- de vicevoorzitter, ook vicepreses, afgekort als XX
- de secretaris, ook abactis, afgekort als XXX
- de penningmeester, ook quaestor, thesaurier, schatbewaarder of vice fiscus genoemd, afgekort als XXXX

De schachtenmeester, afgekort als SM, behoort in de strikte zin niet tot het presidium. In de praktijk wordt hij echter zeer vaak opgenomen in het bestuur, en staat hij op gelijke rang met de vicevoorzitter.
Andere functies horen in de strikte zin historisch niet tot het presidium. Echter, een aantal van deze functies, zoals zedenmeester, feestpreses,  cantor en sportpreses, worden in sommige clubs ook tot het presidium gerekend.
Oud-voorzitters worden aangeduid als pro-senior.
In Nederland wordt het bestuur van een studentencorps meestal senaat of collegium genoemd.